# 北野畑駅
北野畑駅（きたのばたえき）は、岐阜県揖斐郡大野町にあった名古屋鉄道谷汲線の駅である。大野町の北東のはずれに位置していた。

## 歴史
当初案では稲富駅（更地駅の仮称） - 赤石駅間に2本のトンネルを通して短絡する予定であった。開業線ルートに変更された直後も途中駅設置は考えられていなかったが、1925年12月15日の「鉄道工事設計変更認可申請書」により「北野駅」として計画に追加された。申請書には「山添村山口ニ近キ箇所ニテ同所附近ノ旅客ノ便ヲ計リ新設」とあり、根尾川対岸の山口集落からの利用を考慮したものだったが、当駅は全線のほぼ中間にあり、交換設備設置に適していたことも大きい。
その後、駅名を北野畑駅に改め、1926年の谷汲鉄道開業と同時に設置された。先述の通り交換設備が設けられ、開業時の40分ヘッドダイヤにおいて恒常的な列車交換駅として機能した。そのこともあり、一日平均乗降客数が100人を切り、線内でも利用者の少ない駅となっていた1970年代においても、当駅は急行停車駅となっていた。
1936年（昭和11年）には駅西側で岐阜セメントが操業を開始し、工場敷地の拡張に伴う駅の移設と専用貨物側線の新設が行われた。岐阜セメントによるセメント輸送は谷汲鉄道にとって貴重な貨物収入源となったが、1939年（昭和14年）に岐阜セメントが南満州鉄道傘下の満州軽金属工業に吸収され工場が満州国に移転したため、セメント輸送の特需は2年と経たずに終わってしまった。当地の石灰採掘・製造は助六石灰工業が引き継いだが、同社による北野畑駅の貨物輸送量は微々たるものだった。
谷汲線は2001年に全線が廃止され、当駅も廃駅となった。
- 1926年（大正15年）4月6日 - 谷汲鉄道の黒野駅 - 谷汲駅間の開業により開設[13][14]。
- 1937年（昭和12年）1月 - 駅周辺の線路移設と岐阜セメント専用側線新設を申請[8]。
- 1938年（昭和13年）2月9日 - 駅移設、側線新設認可[8]。同年よりセメント輸送を開始[10]。
- 1939年（昭和14年）12月 - 岐阜セメントが満州軽金属工業に買収され、同社によるセメント輸送終了。以後は助六石灰工業による石灰輸送が細々と続く[10]。
- 1940年（昭和15年）9月16日 - 岐阜セメント専用側線廃止[15]。
- 1944年（昭和19年）3月1日 - 名古屋鉄道への合併により同社の谷汲線の駅となる[14]。
- 1950年（昭和25年）4月1日 - 華厳寺厳寺十一面観世音菩薩御開帳（5月20日まで）。臨時列車増発に備えて北野畑駅に仮変電所を設置[16]。
- 1985年（昭和60年）10月1日 - 無人化[17]。
- 2001年（平成13年）10月1日 - 廃止[18]。

## 駅構造
島式ホーム1面2線を持ち、谷汲線の列車交換はこの駅で行われた。しかし、晩年は列車本数の減少により通常は列車の交換は行われず、行楽シーズンの休日や毎月18日の谷汲山命日に列車が増発する際のみ、列車の交換が行われるようになっていた。また、かつては駅の西側に貨物側線が伸びていた。
通常は無人駅であったが、列車交換時は通票の受け渡しと通券の発行を行う臨時要員が配置された。駅舎が最後まで残っていた。

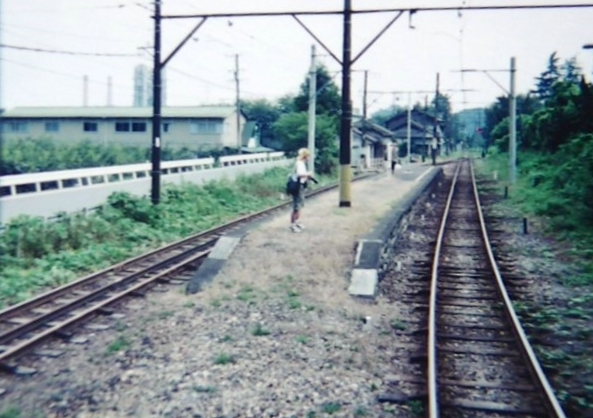
廃止前のプラットホーム（2001年。車窓から撮影）
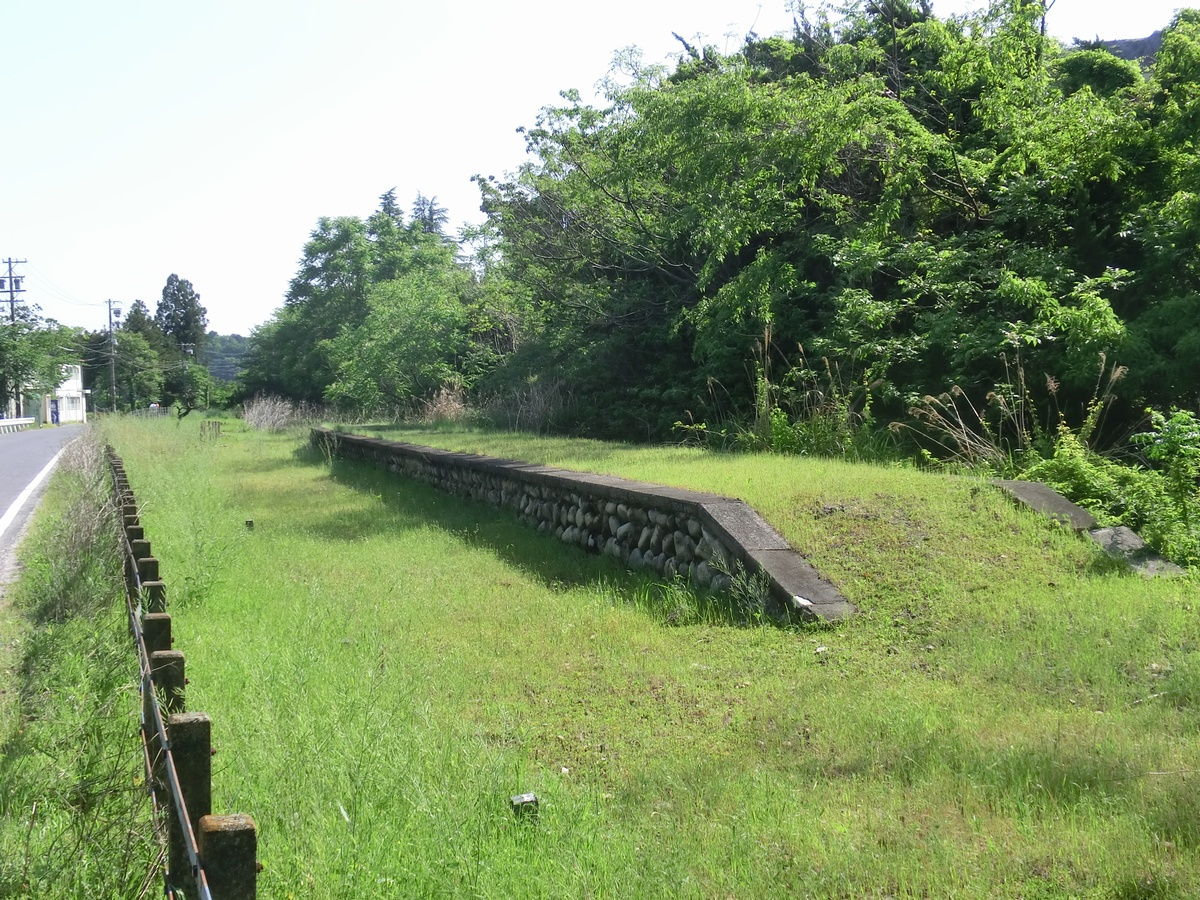
駅跡（2018年5月撮影）

### 配線図
| ← 谷汲方面 | 北野畑駅 構内配線略図 | → 黒野方面 |
| 凡例 出典: |                       |            |

## 利用状況
- 『名古屋鉄道百年史』によると1992年度当時の1日平均乗降人員は10人であり、この値は岐阜市内線均一運賃区間内各駅（岐阜市内線・田神線・美濃町線徹明町駅 - 琴塚駅間）を除く名鉄全駅（342駅）中342位、 揖斐線・谷汲線（24駅）中24位であった[1]。

## 駅周辺
人家がまばらに存在する。
- 白山稲荷神社
- 岐阜県道255号根尾谷汲大野線
- 住友大阪セメント岐阜工場

## 隣の駅
名古屋鉄道
谷汲線
更地駅 - 北野畑駅 - 赤石駅
- 更地駅 - 北野畑駅間には、八王子坂駅が存在していたが、1944年（昭和19年）に休止され、1969年（昭和44年）4月5日に廃止されている。